# ارنست کولنیه
ارنست کولنیه (انگلیسی: Ernest Collinge; ۵ دسامبر ۱۸۹۵ – ۱۵ دسامبر ۱۹۶۰) بازیکن فوتبال اهل بریتانیا بود.
از باشگاه‌هایی که در آن بازی کرده‌است می‌توان به باشگاه فوتبال پورت ویل اشاره کرد.